# NGC 7643
NGC 7643 = NGC 7644 ist eine Spiralgalaxie vom Hubble-Typ Sc im Sternbild Pegasus am Nordsternhimmel. Sie ist schätzungsweise 180 Millionen Lichtjahre von der Milchstraße entfernt und hat einen Durchmesser von etwa 75.000 Lichtjahren. 

Im selben Himmelsareal befinden sich u. a. die Galaxien NGC 7627, NGC 7639, IC 1483, IC 1484.
Das Objekt wurde am 24. September 1873 von Édouard Stephan entdeckt.